# Gottfried Hagemann
Gottfried Hagemann (* 26. Januar 1864 in Wildungen; † 19. August 1918 in Marienburg (Westpreußen)) war ein deutscher Verwaltungsjurist.
Gottfried Hagemann studierte an der Friedrichs-Universität Halle. 1885 wurde er im Corps Borussia Halle recipiert. Nach Abschluss des Studiums und dem Referendariat trat er in den preußischen Staatsdienst. 1901 wurde er Landrat im Kreis Karthaus. 1910 wechselte er als Landrat in den Kreis Marienburg (Westpreußen), wo er bis zu seinem Tod 1918 im Amt blieb.

## Auszeichnungen
- Geheimer Regierungsrat (1917)[5]